# Lioubov Brouletova
Dans ce nom russe, Aleksandrovna est le patronyme et Brouletova est le nom de famille.
Lioubov Aleksandrovna Brouletova (russe : Любовь Александровна Брулетова), née le 17 septembre 1973 à Ivanovo, est une judokate russe.

## Carrière
Lioubov Brouletova évolue dans la catégorie des moins de 48 kg. Elle est médaillée d'argent des Jeux olympiques de 2000 et éliminée en huitièmes de finale des Jeux olympiques de 2004.
Elle est médaillée d'or aux Championnats d'Europe de judo 2003; remporte la médaille d'argent aux Championnats d'Europe de judo 2000 et est médaillée de bronze à l'Universiade d'été de 1995, aux Championnats d'Europe de judo 1999 ainsi qu'aux Championnats d'Europe par équipes de judo 1999. 